# Sven Forssman
Sven Otto Forssman (12. september 1882 – 1. marts 1919) var en svensk gymnast som deltog i OL 1908 i London.
Forssman blev olympisk mester i gymnastik under OL 1908 i London. Han var med på det svenske hold som vandt holdkonkurrencen i multikamp.